# فيك بريغز
فيك بريغز (بالإنجليزية: Vic Briggs)‏ هو عازف قيثارة بريطاني، ولد في 14 فبراير 1945 في تويكنهام في المملكة المتحدة.

## وصلات خارجية
- الموقع الرسمي
- فيك بريغز على موقع IMDb (الإنجليزية)
- فيك بريغز على موقع ميوزك برينز (الإنجليزية)
- فيك بريغز على موقع ديسكوغز (الإنجليزية)
- فيك بريغز على موقع قاعدة بيانات الفيلم (الإنجليزية)